# Bank Schilling & Co
Die Bank Schilling & Co AG war eine deutsche Privatbank mit Sitz in Hammelburg, die sich auf die individuelle Kundenbetreuung vermögender Privatkunden und mittelständischer Unternehmen konzentriert. Sie unterhielt neben der Hauptstelle 16 Filialen und vier Geschäftsstellen in Bayern, Baden-Württemberg, Hessen, Nordrhein-Westfalen, Rheinland-Pfalz und Thüringen.
Wesentliche Teile des Bankgeschäfts wurden 2019 von der späteren Merkur Privatbank übernommen. Die ursprüngliche Gesellschaft der Bank Schilling & Co wird seither als HWT invest Aktiengesellschaft mit dem Zweck des Haltens und Verwaltens von Beteiligungen, Immobilien und sonstigen eigenen Vermögens mit Sitz in Bad Brückenau weitergeführt.

## Geschichte
Der Alleininhaber Josef Schilling gründete die Bank am 13. März 1923 unter der Bezeichnung „Josef Schilling Bankgeschäft Hammelburg“ mit Sitz in der Bahnhofstraße 86 in Hammelburg. 1929 trat als Prokurist Hans Leikauf in die Bank ein. Sie hatte zu dem Zeitpunkt eine Bilanzsumme von 1,3 Mio. Reichsmark.
Nach der Währungsumstellung verfügte die Bank 1948 über eine Eröffnungsbilanz mit einer Bilanzsumme von 664.000 DM. Fünf Jahre später betrug die Bilanzsumme 2,5 Mio. DM. 1959 wurde sie in „Bank Schilling & Co.“ umbenannt und firmierte als OHG. Die Gesellschafter waren Hans Leikauf sowie Josef Schilling, dessen Frau Therese und Karl Schilling.
Hans Leikauf schied 1965 aus, Theodor Adam Schmitt trat als persönlich haftender Gesellschafter ein. Nach dem Tod von Josef Schilling 1968 wechselte die Bank ihren Sitz und residierte nun am Marktplatz 10 in Hammelburg. Die Bank expandierte und eröffnete Filialen in Bad Brückenau (1970) und Würzburg (1976).
Im Jahr 1979 starb Therese Schilling und auch Karl Schilling schied aus der Gesellschaft aus. Der Sohn des Gesellschafters Theodor Adam Schmitt, Hubert-Ralph Schmitt trat 1983 in die Bank ein. Im selben Jahr wurde die Filiale in Fulda eröffnet. 1990 wurde eine Filiale in Meiningen eröffnet. Die 1992 ins Leben gerufene Zweigstelle Steinbach-Hallenberg wurde bereits 2005 wieder geschlossen.
Die Gesellschaftsform wurde 1996 in eine Aktiengesellschaft überführt. Theodor Adam Schmitt übernahm dabei die Position des Aufsichtsratsvorsitzenden, während sein Sohn Hubert-Ralph in den Vorstand ging. 2002 wurde eine Filiale in Bamberg eröffnet. Nach dem Tod von Theodor Adam Schmitt 2007 wurde Rudolf Nörr Vorsitzender des Aufsichtsrates. Am 1. Juli 2007 wurde die Filiale in Wiesbaden, am 4. Januar 2010 eine Filiale in Gelnhausen eröffnet. Eine 2008 in Wilhelmshaven eröffnete Geschäftsstelle wurde zwischenzeitlich wieder aufgegeben. Am 3. Juli 2017 erweiterte das Bankhaus mit einer Filiale in München sowie am 1. September 2017 in Mannheim ihre Private Banking Standorte. Zum 1. Oktober 2018 erweiterte die Privatbank die Geschäftsstelle Düsseldorf.
2019 folgte die Übernahme der Bank Schilling & Co Aktiengesellschaft durch die Merkur Bank KGaA. Die entsprechende Eintragung der Übernahme über die Diana Projekt AG Co. KG mit Sitz in Hammelburg wurde im Handelsregister am 11. Oktober 2019 bekannt gemacht.

## Tochterunternehmen
- Dr. Schmitt GmbH Würzburg, Versicherungsmakler
- Dr. Schmitt Leasing GmbH
- Dr. Schmitt Immobilien GmbH
- GVP – Gesellschaft für Versicherungsprüfung mbH

## Technik
Die Bank Schilling & Co. AG war dem genossenschaftlichen Rechenzentrum der Fiducia & GAD IT AG in Karlsruhe angeschlossen und nutzt als Kernbankensystem deren Software agree.

## Einzelbelege
1. 1 2  Stammdaten des Kreditinstitutes bei der Deutschen Bundesbank
2. ↑  Darstellung der Bankgeschichte (Memento des Originals vom 9. Januar 2015 im Internet Archive)  Info: Der Archivlink wurde automatisch eingesetzt und noch nicht geprüft. Bitte prüfe Original- und Archivlink gemäß Anleitung und entferne dann diesen Hinweis. im Web
3. ↑  Internetseite der Fiducia & GAD IT AG, abgerufen am 8. Februar 2018

Koordinaten: 50° 6′ 55,9″ N, 9° 53′ 27,2″ O